# Chiesa di San Lorenzo (Osilo)
La chiesa di San Lorenzo (Santu Larentu in lingua sarda), si trova nell'omonima frazione del comune di Osilo. Prospetta sull'unica strada che attraversa la frazione e collega il comune di Osilo con Sennori. L'abside è posta sul margine di una rupe calcarea affacciata sul fiume che scorre sotto.
La chiesa è costituita da un'aula divisa in quattro campate, di cui l'ultima è il presbiterio a pianta quadrangolare, orientato ad est, dalla sacrestia e dall'antisacrestia.
Il primo documento conosciuto in cui la chiesa viene nominata risale al 1688.
Per la pianta, gli  elementi architettonici e la tecnica costruttiva il modello architettonico di riferimento è quello tardogotico. Tuttavia sulla forma d'impianto si possono fare solo delle ipotesi, infatti della struttura primitiva rimane solo una parte del presbiterio con due contrafforti.
La chiesa ha subito numerosi rimaneggiamenti e riadattamenti presumibilmente nel XVIII o XIX secolo, in particolare, per consentirne l'ampliamento, la crociera fu demolita e sostituita, nella zona del presbiterio, dall'attuale volta a botte, e nel resto dell'aula con gli archi diaframma a sesto acuto, sui quali poggiava la struttura lignea della copertura a doppio spiovente.
Le ultime modifiche rilevanti risalgono al XX secolo in epoca certamente posteriore al 1943, molto probabilmente nel 1950 in occasione dell'anno santo. Gli interventi interessarono il tetto, infatti fu sostituita l'originaria copertura in legno con una struttura in latero-cemento. Ma le maggiori modifiche riguardarono la facciata, decorata con diversi elementi architettonici in cemento con armatura metallica, che gli conferiscono un aspetto vagamente eclettico.